# Dendragapus fuliginosus
Dendragapus fuliginosus е вид птица от семейство Phasianidae.

## Разпространение
Видът е разпространен в Канада и САЩ.